# Трайбека
TriBeCa (англ. TriBeCa от Triangle Below Canal Street — «Треугольник южнее Канал-стрит») — микрорайон Округа 1 (Первый общественный совет Манхэттена), расположенный в Нижнем Манхэттене крупнейшего города США Нью-Йорка.
Название микрорайона Трайбека проистекает из аббревиатуры: «Triangle Below Canal Street» (Треугольник Ниже Канал-стрит). Он заключён между улицами Канал-стрит, Уэст-стрит, Бродвей и Чеймберс-стрит.

## История
Название Трайбека стало применяться к району южнее Канал-стрит, который был первым жилым кварталом Нью-Йорка. Застройка велась с конца XVIII века, и уже к 1850 году район трансформировался в торговый центр города со множеством магазинов и складов. К шестидесятым годам XX века район стал местом жительства многих художников, которые размещали тут свои студии, а спустя ещё двадцать лет квартал превратился в один из самых престижных и дорогих районов города.
Сегодня Трайбека входит в топ-список районов с самой дорогой арендой жилья. В квартале проживают такие знаменитости, как Мэрайя Кэри, Роберт Де Ниро, Кейт Уинслет и др.

## Демография
Согласно переписи населения в 2000 году в квартале проживало 10 395 человек. Плотность населения составляет 31 467 человек на квадратную милю (12 149 чел./км²). Расовый состав проживающих распределился следующим образом:
82,34 % белых, 7,96 % азиатов, 0,03 % национальностей тихоокеанских островов, 4,89 % афроамериканцев, 0,10 % коренных американцев, 1,66 % других рас и 3,02 % смешанных национальностей, 6,34 % — представители латиноамериканских национальностей. 18,2 % населения имеют иностранное происхождение.

## Архитектура

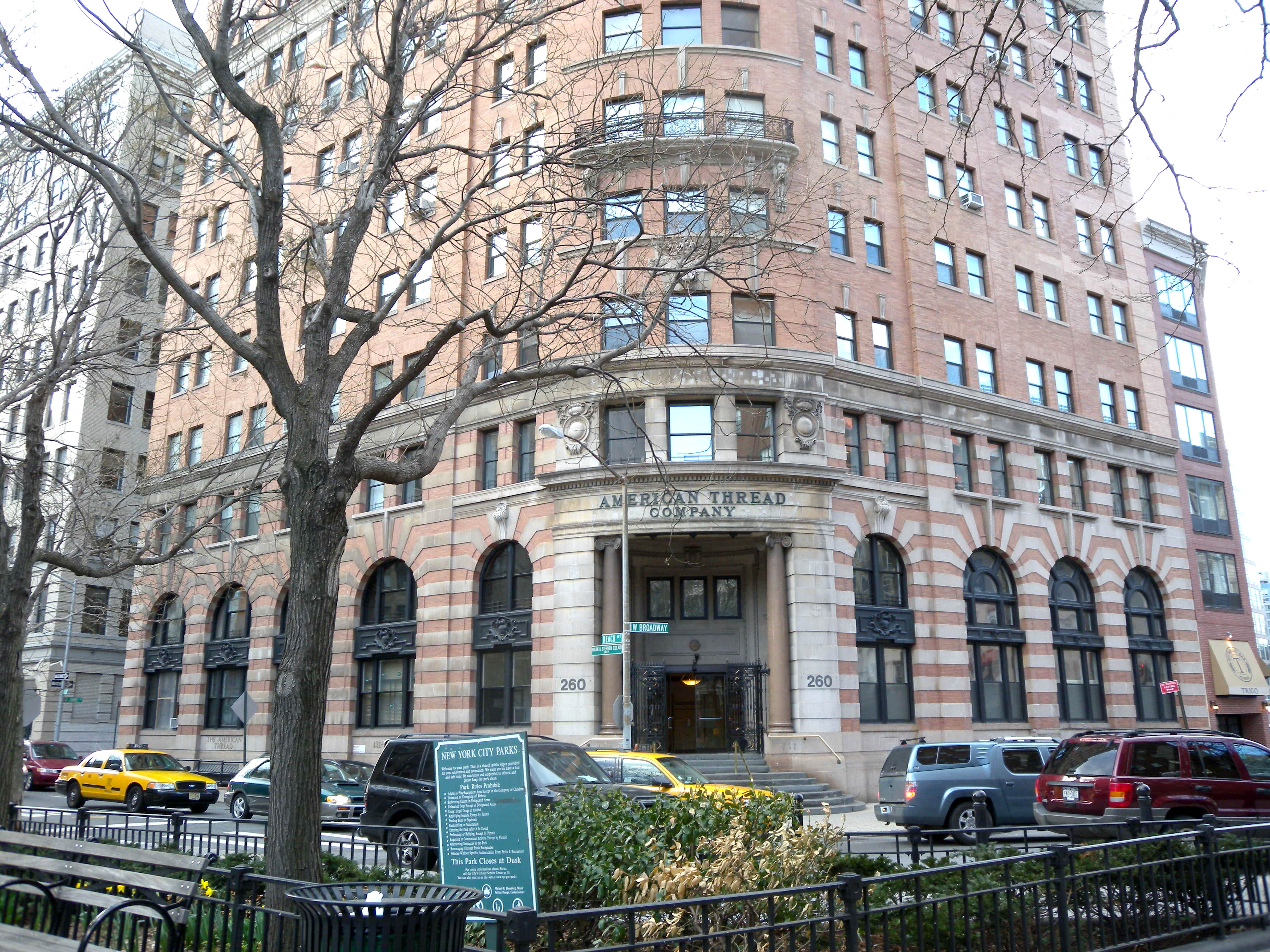
American Thread Building

В архитектуре квартала преобладают здания промышленного типа, которые в большинстве своём были построены в начале XX века и превращены сегодня в жилые дома. Наиболее известными зданиями являются строения неоренессанса, такие как корпус текстильной фабрики (1901 г.), фабрика Гастингса (1892 г.) и постройки конца Гражданской войны 1865 г.